# معشوقه پنهانی
معشوقه پنهانی (ایتالیایی: L'amante segreta) یک فیلم درام به کارگردانی کارمینه گالونه است که در سال ۱۹۴۱ منتشر شد.

## بازیگران
- آلیدا والی
- فوسکو جاکتی
- ویوی جوی
- اسوالدو والنتی
- لوئیجی آلمیرانته
- کامیلو پیلوتو
- آدا دوندینی
- بلا استراچه سائیناتی
- آنیتا فارا
- لوئیجی پاوزه
- کارلو لومباردی
- آرتورو براگالیا
- کلاودیو ارملی
- جوزپه پیه‌روتسی
- فدله جنتیله
- آلفردو مارتینلی
- ادا سولیگو
- آلفردو وارلی
- جوزپه وارنی